# James Ward-Prowse
James Michael Edward Ward-Prowse (* 1. November 1994 in Portsmouth) ist ein englischer Fußballspieler. Er spielte als Mittelfeldspieler ab 2003 in den Jugendmannschaften des FC Southampton. Seit 2023 steht er bei West Ham United unter Vertrag.

## Vereinskarriere
Im Alter von acht Jahren trat James Ward-Prowse in die Jugendakademie des FC Southampton ein. Im Oktober 2011 absolvierte er als 16-Jähriger im League Cup gegen Crystal Palace sein erstes Spiel in der ersten Mannschaft. Nach dem Aufstieg in die Premier League im Mai 2012 wurden ihm sowie Luke Shaw, Jack Stephens und Calum Chambers Profiverträge angeboten. Nachdem ihm die Rückennummer 16 zugewiesen worden war, debütierte er am ersten Spieltag der Saison 2012/13 bei der 2:3-Niederlage gegen Manchester City in der Premier League.
Am 14. August 2023 unterschrieb er einen Vierjahresvertrag bei West Ham United, dort debütierte er am 20. August bei einem 3:1-Sieg gegen den FC Chelsea. Für seinen neuen Verein erzielte der Mittelfeldspieler sieben Tore in der Premier League 2023/24 und verpasste dabei nur ein Ligaspiel für den Tabellenneunten. Nachdem im Sommer 2024 Julen Lopetegui Nachfolger von David Moyes als Trainer geworden war, verschlechterten sich seine Einsatzchancen. Der 29-Jährige wurde daraufhin am 30. August 2024 für die Saison 2024/25 an den Ligarivalen Nottingham Forest ausgeliehen. Die Leihe wurde im Februar 2025 vorzeitig beendet.

## Internationale Karriere
Ward-Prowse spielte bereits für die U-17, U-19 und U-20 Englands. Derzeit ist er für die U-21 aktiv. Am 22. März 2017 kam er im Freundschaftsspiel gegen Weltmeister Deutschland zu seinem ersten Einsatz für die A-Nationalmannschaft als er in der 83. Minute eingewechselt wurde.